# Камнесамоцветное сырьё

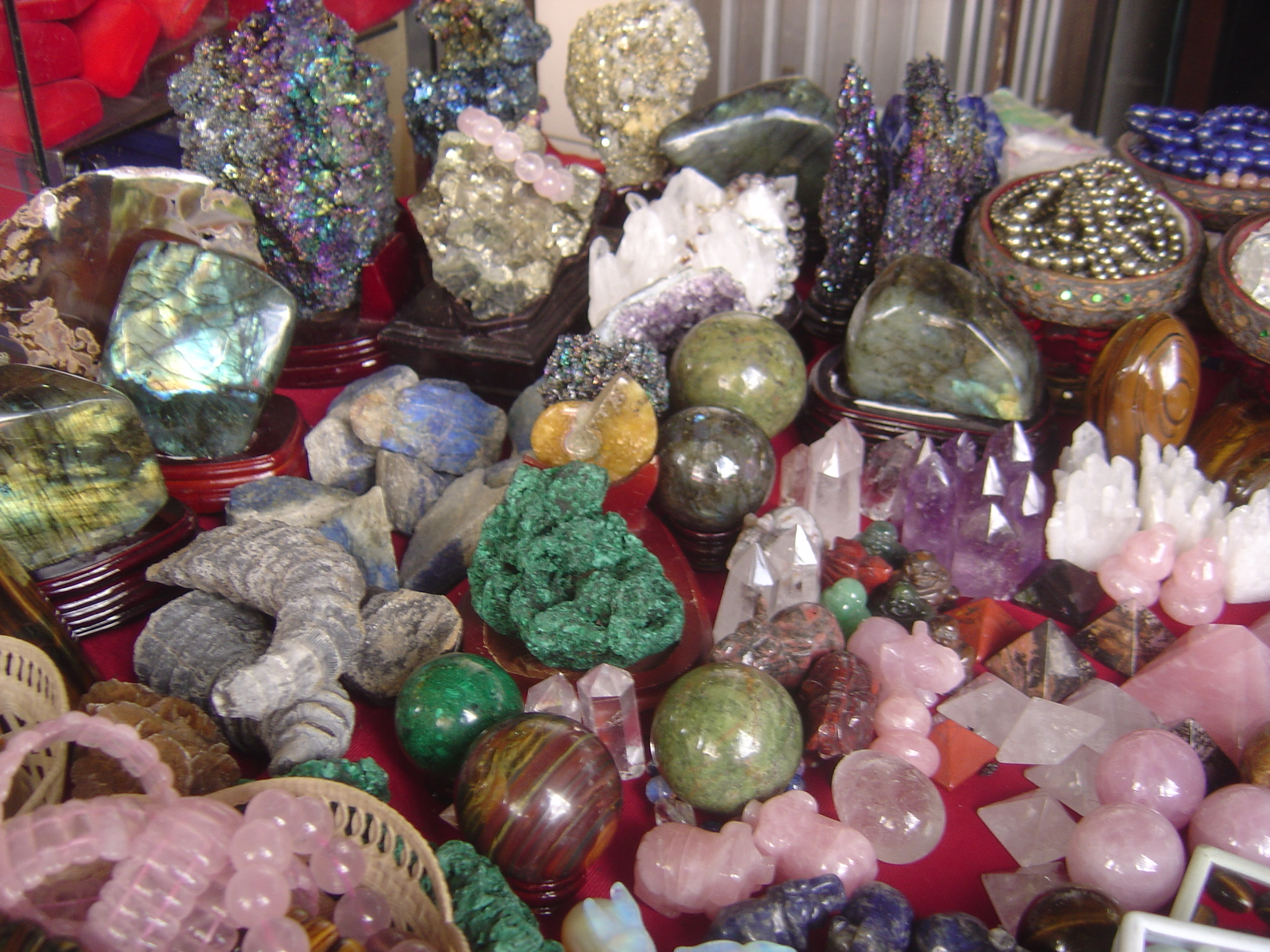
Изделия из камнесамоцветного сырья.

Камнесамоцветное сырьё — ювелирные, ювелирно-поделочные и поделочные камни, используемые для производства украшений и художественных изделий прикладного значения. К камнесамоцветному сырью относят иногда коллекционные декоративные материалы.
Технические условия и стандарты определяют минимальный размер и сортность камнесамоцветного сырья. Показателями высокого качества являются:
- прозрачность;
- яркая чистая окраска;
- красивый рисунок;
- отсутствие трещин и инородных включений;
- размер камня.

В современном ювелирном и камнеобрабатывающем производстве используется около ста разновидностей камнесамоцветного сырья. Ценность камнесамоцветного сырья определяется следующими факторами:
- декоративно-художественные качества;
- прочность, которая определяет долговечность камня;
- редкость нахождения в природе;
- мода.

Действующие в настоящее время стандарты делят камнесамоцветное сырье на две группы — ювелирные (драгоценные или ограночные) и поделочные.
На основе уточнённой и существенно дополненной системы М. Бауэра, академиком А. Е. Ферсманом в 1952 году была предложена следующая классификация драгоценных и цветных камней. В основу классификации положено такое свойство камней, как твёрдость. Именно от этого свойства камня зависят способы и приёмы их обработки. Все минералы он разделил на две большие группы:
1. А — ограночный материал — самоцветы;
2. Б — поделочный материал — цветные камни.

Группа А содержит три порядка:
1. Первый порядок: алмаз, рубин, сапфир, изумруд, александрит, хризоберилл, благородная  шпинель;
2. Второй порядок: аквамарин, топаз, турмалин красный, берилл, аметист, альмандин, уваровит, гиацинт, благородный опал, циркон;
3. Третий порядок: гранат (не вошедший во второй порядок), кианит, диопраз, турмалин зелёный и полихромный, горный  хрусталь, дымчатый кварц, аметист светлый, халцедон, агат, сердолик, гелиотроп, хризопраз, полуопал, солнечный  камень, лунный камень, лабрадор, обсидиан, гагат, гематит, рутил и другие.

Группа Б содержит четыре порядка:
1. Первый порядок: нефрит, лазурит, глауконит, амазонит, лабрадор, содалит, орлец (родонит), малахит, авантюрин, кварцит, дымчатый кварц, агат (с его разновидностями), яшма, везувиан, еврейский камень и розовый  кварц;
2. Второй порядок: лепидолит, серпентин, стеатит, обсидиан, мраморный  оникс, флюорит, каменная  соль;
3. Третий порядок: селенит, мрамор, порфиры, кварциты и другие;
4. Четвёртый порядок: жемчуг, коралл, янтарь, гагат.